# Е
Е, е (cursiva Е, е) es una letra del alfabeto cirílico. 

## Orígenes
Es exactamente como la letra latina E. Deriva de la épsilon (Ε, ε) griega.

## Uso
En búlgaro, macedonio, serbocroata, y ucraniano, se llama E, y representa la vocal /e/ o/ɛ/. 
En el ruso y en el bielorruso, se conoce como Ye y representa la vocal iotizada /je/: 
- se pronuncia como una 'e' larga y palatizada después de un consonante o una И o una Ы (si esta última no está acentuada);
- 'ye' como posición inicial, después de las demás vocales o después de una ъ (signo duro) o un ь (signo blando).

## Tabla de códigos
| Codificación de caracteres | Tipo      | Decimal | Hexadecimal | Octal  | Binario             |
| -------------------------- | --------- | ------- | ----------- | ------ | ------------------- |
| Unicode                    | Mayúscula | 1045    | 0415        | 002025 | 0000 0100 0001 0101 |
| Unicode                    | Minúscula | 1077    | 0435        | 002065 | 0000 0100 0011 0101 |
| ISO 8859-5                 | Mayúscula | 181     | B5          | 265    | 1011 0101           |
| ISO 8859-5                 | Minúscula | 213     | D5          | 325    | 1101 0101           |
| KOI 8                      | Mayúscula | 229     | E5          | 345    | 1110 0101           |
| KOI 8                      | Minúscula | 197     | C5          | 305    | 1100 0101           |
| Windows 1251               | Mayúscula | 197     | C5          | 305    | 1100 0101           |
| Windows 1251               | Minúscula | 229     | E5          | 345    | 1110 0101           |
Sus códigos HTML son: &#1045; o &#x415; para la mayúscula, y &#1077; o &#x435; para la minúscula.
- Nota: Aunque sean iguales, la Е cirílica y la E latina no se codifican igual, se consideran letras diferentes.